# Pestxani (Stàvropol)
|  | Per a altres significats, vegeu «Pestxani». |

Pestxani (en rus: Песчаный) és un poble (un possiólok) del krai de Stàvropol, a Rússia, que en el cens del 2010 tenia 85 habitants. Pertany al districte rural de Kurskaia.